# Arabsat-1A
Arabsat-1A è stato il primo satellite artificiale saudita, nonché la prima piattaforma satellitare Spacebus mai lanciata. Messo in orbita nel 1985, ha fatto dell'Arabia Saudita la 18ª Nazione ad avere un satellite in orbita e la terza, dopo India e Indonesia, del cosiddetto "Terzo mondo" (ovvero, quei Paesi che non si erano schierati palesemente con gli Stati Uniti né con l'URSS).
A differenza di tutte le Nazioni che l'hanno preceduta, l'Arabia Saudita non ha mandato in orbita un satellite per ricerche scientifiche, bensì uno per le telecomunicazioni: ciò nasceva dall'esigenza di modernizzare le comunicazioni all'interno di un Paese già in grande trasformazione, ma ancora profondamente rurale. Gestore di questo era l'Arabsat, da cui il nome. Inoltre, a differenza di tutte, si rivolse alla Francia per la progettazione di tre satelliti e per i relativi lanci. Arabsat l'ha costruito l'Aérospatiale e lanciato Arianespace SA.
Arabsat-1A è stato lanciato assieme al primo satellite brasiliano, Brasilsat A1, dal Centre spatial guyanais.
Un malfunzionamento dell'alimentazione solare portò al fallimento della missione, che venne infine abbandonata nel 1991.